# باتريك دا سيلفا
باتريك دا سيلفا (بالدنماركية: Patrick da Silva)‏ هو لاعب كرة قدم دنماركي، ولد في 23 أكتوبر 1994 في Kalundborg ‏ في الدنمارك. شارك مع منتخب الدنمارك تحت 19 سنة لكرة القدم ومنتخب الدنمارك تحت 20 سنة لكرة القدم ومنتخب الدنمارك تحت 21 سنة لكرة القدم. أما مع النوادي، فقد لعب مع نادي بروندبي ونادي راندرس.

## وصلات خارجية
- باتريك دا سيلفا على موقع الاتحاد الأوربي (الإنجليزية)
- باتريك دا سيلفا على موقع قاعدة بيانات كرة القدم.إي يو (الإنجليزية)
- باتريك دا سيلفا على موقع Soccerway.com (الإنجليزية)